# 楊昭璧
楊昭璧（1908年8月25日—1966年11月6日），原名楊招璧。臺灣政治人物，出生於臺南安順（今臺南市安南區）。中國國民黨籍，曾任南投縣縣議員、副議長、南投縣縣長，最後於縣長任內病逝。

## 生平
楊昭璧於明治四十一年（1908年）出生於臺南安順（今臺南市安南區）。大正五年（1916年）進入安順公學校就讀，大正十二年（1923年）畢業後進入臺南二中（今南一中）就讀。昭和三年（1928年）畢業，進入臺北醫學專門學校（今臺大醫學院）就讀，昭和七年（1932年）畢業。
畢業後楊昭璧前往彰化基督教醫院行醫，後來前往竹山開設竹山診療所，後改名竹山醫院。昭和十年（1935年）當選竹山郡竹山庄協議員，十六年（1941年）出任臺中州醫師竹山郡支部支部長。
戰後出任竹山鎮民代表會代表、主席。後出任南投縣議員，民國四十年（1951年）2月當選南投縣議會第一屆副議長，民國四十二年（1953年）2月連任，同年7月當選議長。民國四十七年（1958年）及民國五十年（1961年）分別當選第四、五屆南投縣議長。民國五十三年（1964年）出任南投縣長，任內推動南投縣觀光。
民國五十五年（1966年）年初，楊昭璧因腹部疼痛醫療未果，於6月29日赴日本治療，於7月13日施行根治手術，手術後情況恢復，於9月3日出院，並於20日返國，29日正式銷假上班。然而銷假上班後又體力不支，於臺北其弟寓所延醫。11月6日上午六時，楊昭璧因腹膜性腸癌及肺炎併發症病逝於臺北市新生北路二段胞弟楊石林牧師寓所。

## 經歷
- 南投縣議員
- 南投縣副議長
- 南投縣警民協會理事長
- 南投縣長

## 外部連結
- 楊昭璧（1908 - 1966）大事年表 （页面存档备份，存于）
- 同窗楊昭璧的影像 （页面存档备份，存于）

| 中華民國政府職務 | 中華民國政府職務                              | 中華民國政府職務                   |
| ---------------- | --------------------------------------------- | ---------------------------------- |
| 南投縣政府       |                                               |                                    |
| 前任： 洪樵榕    | 南投縣縣長 第五屆 1964年6月2日－1966年11月6日 | 繼任： 林洋港 （代理，後補選上任） |

1. ↑  . 國立公共資訊圖書館. 1966-08-28 –國立公共資訊圖書館 （中文（臺灣））.
2. ↑  . 國立公共資訊圖書館. 1966-09-15 –國立公共資訊圖書館 （中文（臺灣））.
3. ↑  龍種. . 國立公共資訊圖書館. 1966-11-7 –國立公共資訊圖書館 （中文（臺灣））.
4. ↑  . 國立公共資訊圖書館. 1966-9-30 –國立公共資訊圖書館 （中文（臺灣））.